# Имперски градове на Мароко
Имперските градове на Мароко са четирите града:
- Рабат
- Маракеш
- Мекнес
- Фес

Тези градове се наричат така, тъй като са били столици на Кралство Мароко през различните етапи от историята на мюсюлманското кралство.